# Silano
Il silano, o tetraidruro di silicio, è il più semplice composto chimico binario del silicio tetravalente con l'idrogeno, avente formula molecolare SiH4, analoga a quella del metano (CH4), ad esso isoelettronico di valenza.
Dal silano deriva il gruppo funzionale silile, –SiH3, analogo al metile –CH3. Questo gruppo compare in chimica organometallica, come pure il suo derivato trimetilsilile –Si(CH3)3, e compare anche nella cosiddetta chimica inorganometallica.
A temperatura ambiente il silano si presenta come un gas incolore (Teb. = -112 °C; Tcritica = -3 °C), dall'odore intenso e molto sgradevole, diversamente dal metano che è inodore; è molto tossico per inalazione e fortemente irritante per la pelle; è facilmente infiammabile e si presume anche essere anche piroforico: subisce spontaneamente la combustione in aria senza necessità di venire acceso. Tuttavia, alcuni sostengono che il silano puro sia stabile e che sia la presenza in esso di impurezze di silani omologhi superiori, formatisi durante la sua produzione, a causarne la piroforicità.
È solubile in solfuro di carbonio e in etanolo, ma praticamente insolubile in benzene, mentre in acqua si decompone.

## Struttura e proprietà
La molecola del silano è isoelettronica di valenza con quella del metano, del quale prende il nome per analogia, ed ha analoga forma tetraedrica: l'atomo di silicio, ibridato sp3, è al centro di un tetraedro regolare ai cui vertici si trovano i quattro atomi di idrogeno; la simmetria della molecola è quindi Td e il suo momento dipolare è nullo.
Il legame Si–H, da indagini di spettroscopia infrarossa e Raman, risulta essere lungo 148,06 pm, notevolmente più lungo del C–H in CH4 (108,70 pm), e ciò in accordo qualitativo con l'andamento dei raggi covalenti: 76 pm per C e 111 pm per Si, con una leggera elongazione di 6 pm in quest'ultimo caso.
Una differenza di rilievo rispetto al metano è che l'atomo di silicio nel silano è allo stato di ossidazione +4 (il massimo per Si), invece del -4 del carbonio nel metano; questo perché H è un po' più elettronegativo di Si. Il silano è un composto endotermico (ΔHƒ° = +34,70 kJ/mol), altra differenza con il metano, che invece è esotermico (ΔHƒ° = -74,60 kJ/mol).
Il tetraidruro di silicio è anche il più semplice dei silani, idruri di silicio contenenti anche legami Si–Si, del tutto analoghi formalmente agli alcani e aventi formula generale SinH2n+2, come quella CnH2n+2 degli alcani.

### Chimica ionica in fase gassosa
Altre analogie con il metano, ma anche differenze, si possono riscontrare nella reattività ionica di SiH4 in fase gassosa e nelle specie in tal modo prodotte.

#### Specie positive
Dalla protonazione del silano con acidi in fase gas si forma il catione [SiH5]+, pentacoordinato e analogo allo ione metanio [CH5]+:
SiH4 (g) + H+ (g)   →   [SiH5]+ (g)
L'affinità protonica (-ΔHr°) misurata risulta 639,7 kJ/mol, molto maggiore alla corrispondente del metano, pari a 543,5 kJ/mol, per cui in fase gassosa il silano appare molto più basico del metano. Dallo ione [SiH5]+, il silanio, l'eliminazione di una molecola di idrogeno ha un costo energetico non elevato (43,1 kJ/mol) e porta alla formazione del catione silile CH3+, analogo al catione metile CH3+. Per confronto, la formazione di quest'ultimo in maniera analoga dal metano richiede invece un'energia circa quadrupla, 167,4 kJ/mol.

#### Specie negative
L'addizione di un anione idruro al silano, a differenza del metano che non la fa, dà luogo alla formazione dell'anione pentacoordinato e ipervalente [SiH5]−, qualificando il silano come un (debole) acido di Lewis:
SiH4 (g) + H− (g)   →   [SiH5]− (g)
La struttura dello ione è quella di una bipiramide trigonale con l'atomo di silicio al centro. L'entalpia di reazione è pari a -(79±17) kJ/mol.
Il silano può essere deprotonato da opportune basi in fase gassosa a dare l'anione sililuro [SiH3]−, analogo all'anione metiluro [CH3]−:
SiH4 (g)   →   [SiH3]− (g) + H+
La variazione di entalpia, pari a 1564 kJ/mol, è una misura della forza acida del silano stesso, che risulta parecchio maggiore di quella del metano (1743,6 kJ/mol). Come risultato, il silano è quindi sia più basico che più acido rispetto al metano.
L'anione sililuro si ottiene per facile eliminazione di idrogeno dall'anione [SiH5]−, ma esiste anche in fase condensata in composti salini del tipo MSiH3, con M = metallo alcalino.

## Sintesi
Il silano può essere prodotto su piccola scala dalla reazione con l'acido cloridrico di siliciuri di metalli attivi, in particolare quello di magnesio:
Mg2Si + 4 HCl  →  2 MgCl2 + SiH4
Su scala industriale il silano è prodotto a partire dallo stato metallurgico del silicio in un processo in due tappe:
- Dapprima, il silicio in polvere reagisce con acido cloridrico a circa 300 °C per produrre il triclorosilano, SiHCl3, e l'idrogeno gassoso:

{\displaystyle {\ce {Si + 3HCl -> SiHCl3 + H2}}}
- Poi, il triclorosilano è riscaldato a riflusso su una base resinosa che contiene un catalizzatore; viene così promossa la redistribuzione spontanea degli atomi di idrogeno in modo da stare tutti insieme sullo stesso atomo di silicio e altrettanto per quelli di cloro, per dare quindi tetracloruro di silicio e tetraidruro di silicio; questo in ossequio al fenomeno detto di simbiosi, il quale si verifica parimenti con il carbonio al posto del silicio, sebbene in altre condizioni di reazione:[21][22]

{\displaystyle {\ce {4SiHCl3 -> SiH4 + 3SiCl4}}}
I catalizzatori più comunemente usati per questo processo sono alogenuri metallici con apprezzabile acidità di Lewis, specialmente il cloruro di alluminio.

## Applicazioni
Sopra i 690 K (417 °C), il silano si decompone in silicio ed idrogeno; può quindi essere usato per le deposizioni chimiche di silicio da fase vapore (tecnica CVD) nell'industria dei semiconduttori.